# Juan Ramón Bonet Alba
Juan Ramón Bonet Alba (Barcelona, 6 de juny de 1974), més conegut com a Juanra Bonet, es un actor, presentador i humorista català, conegut principalment per haver presentat els programes Lo sabe, no lo sabe (juliol de 2012 - desembre de 2013), i ¡Boom! (des del juliol de 2014 fins al 2023).